# Dhapasi
Dhapasi (nep. धापासी) – gaun wikas samiti w środkowej części Nepalu w strefie Bagmati w dystrykcie Katmandu. Według nepalskiego spisu powszechnego z 2001 roku liczył on 2563 gospodarstw domowych i 11618 mieszkańców (5541 kobiet i 6077 mężczyzn).